# Coulaudo
Coulaudo (Coulau Udo) ist eine osttimoresische Aldeia im Suco Liurai (Verwaltungsamt Aileu, Gemeinde Aileu). 2015 lebten in der Aldeia 394 Menschen.

## Geographie und Einrichtungen
Die Aldeia Coulaudo liegt im Nordosten des Sucos Liurai. Nördlich liegt die Aldeia Banderahun, westlich die Aldeia Raimanso und südlich die Aldeia Rairema. Im Osten grenzt Coulaudo an die Sucos Lausi und Bandudato. Einen Teil der Grenze zu Lausi bildet ein Nebenfluss des Manolane. Die Flüsse gehören zum System des Nördlichen Laclos.
Entlang der Nordgrenze verläuft eine Straße, an der der Ort Banderahun liegt. Nördlich der Straße gehören die Gebäude zur Aldeia Banderahun, der südliche Teil des Dorfes gehört zu Coulaudo. Hier befinden sich der Sitz des Sucos Liurai, die MDG-Kapelle Banderahun und eine Kapelle der Assembleia de Deus. Südöstlich von Banderahun liegt der Weiler Culteten, wo die katholische Kapelle San António sich befindet.
Auch durch den Süden der Aldeia führt eine Straße. An ihr liegen der Weiler Coulaudo und weitere vereinzelte Häuser. Bei dem Weiler Coulaudo steht eine Sendeantenne der Telekommunikationsgesellschaft Telkomcel.

## Politik
2023 wurde Carlos Lequi zum Chefe de Aldeia gewählt.